# Список Героев Советского Союза (Просяник — Пятяри)
В настоящем списке представлены в алфавитном порядке все Герои Советского Союза, чьи фамилии начинаются с буквы «П» (всего 940 человек, из которых 12 удостоены звания дважды и один — А. И. Покрышкин — трижды). Список содержит даты Указов Президиума Верховного Совета СССР о присвоении звания, информацию о роде войск, должности и воинском звании Героев на дату представления к присвоению звания Героя Советского Союза, годах их жизни.
- Персиковым цветом  в таблице выделены Герои, удостоенные звания дважды и более раз.
- Серым цветом  в таблице выделены Герои, представленные к званию посмертно.

| Навигационная таблица | Навигационная таблица                 |
| --------------------- | ------------------------------------- |
| «П»                   | Павкин Иван — Пантелеев Лев           |
| «П»                   | Пантелькин Анатолий — Перелёт Алексей |
| «П»                   | Перепелица Александр — Петрушин Иван  |
| «П»                   | Петрюк Василий — Плетенской Павел     |
| «П»                   | Плетнёв Пётр — Половинкин Александр   |
| «П»                   | Половинкин Валентин — Попов Николай   |
| «П»                   | Попов Павел — Просолов Иван           |
| «П»                   | Просяник Емельян — Пятяри Иван        |

| № п/п | Фамилия Имя Отчество                                                   | Дата Указа            | Род войск           | Должность | Звание                                    | Годы жизни              | БС ГС НЛ                        |
| ----- | ---------------------------------------------------------------------- | --------------------- | ------------------- | --- | ----------------------------------------- | ----------------------- | ------------------------------- |
| 822   | Просяник Емельян Иванович укр. Просяник Омелян Іванович                | 10.04.1945            | пехота              | стрелок 17-й гвардейской механизированной бригады 6-го гвардейского механизированного корпуса 4-й танковой армии 1-го Украинского фронта | гвардии красноармеец                      | 17.07.1900 — 23.07.1990 | [ БС 1 ] [ ГС 1 ] [ НЛ 1 ]      |
| 823   | Просяной Иван Евгеньевич                                               | 23.09.1944            | пехота              | пулемётчик 4-го гвардейского отдельного мотоциклетного батальона 7-го гвардейского танкового корпуса 3-й гвардейской танковой армии 1-го Украинского фронта | гвардии сержант                           | 29.09.1924 — 05.07.1968 | [ БС 1 ] [ ГС 2 ] [ НЛ 2 ]      |
| 824   | Протасюк Василий Васильевич                                            | 10.04.1945            | связисты            | командир отделения связи 312-го гвардейского миномётного полка РГК в составе 4-й танковой армии 1-го Украинского фронта | гвардии ефрейтор                          | 14.10.1924 — 12.03.1948 | [ БС 2 ] [ ГС 3 ] [ НЛ 3 ]      |
| 825   | Протвинь Иван Степанович укр. Протвинь Іван Степанович                 | 24.03.1945            | пехота              | наводчик противотанкового ружья 1379-го стрелкового полка 87-й стрелковой дивизии 51-й армии 1-го Прибалтийского фронта | ефрейтор                                  | 10.06.1926 — 18.08.1944 | [ БС 3 ] [ ГС 4 ] [ НЛ 4 ]      |
| 826   | Протопопов Валентин Владимирович                                       | 19.02.1986            | морской флот        | командир подводной лодки К-524 33-й дивизии 1-й флотилии атомных подводных лодок Северного флота | капитан 1 ранга                           | 06.12.1939 — 22.09.2024 | ——                              |
| 827   | Протопопов Иван Иванович укр. Протопопов Іван Іванович                 | 24.03.1945            | пехота              | командир взвода 415-го стрелкового полка 1-й стрелковой дивизии 70-й армии 1-го Белорусского фронта | старший лейтенант                         | 15.04.1907 — 10.08.1944 | [ БС 3 ] [ ГС 6 ] [ НЛ 5 ]      |
| 828   | Протчев Виктор Иванович                                                | 23.02.1945            | авиация             | заместитель командира эскадрильи 76-го гвардейского штурмового авиационного полка 1-й гвардейской штурмовой авиационной дивизии 1-го гвардейского штурмового авиационного корпуса 1-й воздушной армии 3-го Белорусского фронта                                                                         | гвардии старший лейтенант                 | 25.12.1922 — 09.05.1956 | [ БС 3 ] [ ГС 7 ] [ НЛ 6 ]      |
| 829   | Прохоренко Николай Степанович (Прохоренков Николай Степанович)         | 03.06.1944            | артиллерия          | командир дивизиона 287-го артиллерийского полка 143-й стрелковой дивизии 60-й армии Центрального фронта | капитан                                   | 08.12.1921 — 10.10.1943 | [ БС 3 ] [ ГС 8 ] [ НЛ 7 ]      |
| 830   | Прохоров Александр Александрович                                       | 06.04.1945            | пехота              | офицер разведки 694-го стрелкового полка 383-й стрелковой дивизии 33-й армии 1-го Белорусского фронта | капитан                                   | 21.08.1918 — 17.03.1998 | [ БС 3 ] [ ГС 9 ] [ НЛ 8 ]      |
| 831   | Прохоров Александр Васильевич                                          | 07.04.1940            | комиссар            | комиссар батальона 469-го стрелкового полка 150-й стрелковой дивизии 13-й армии Северо-Западного фронта | политрук                                  | 06.12.1907 — 22.02.1940 | [ БС 3 ] [ ГС 10 ] [ НЛ 9 ]     |
| 832   | Прохоров Алексей Николаевич                                            | 19.04.1945 29.06.1945 | авиация             | командир звена 15-го гвардейского штурмового авиационного полка 277-й штурмовой авиационной дивизии 1-й воздушной армии 3-го Белорусского фронта командир эскадрильи 15-го гвардейского штурмового авиационного полка 277-й штурмовой авиационной дивизии 1-й воздушной армии 3-го Белорусского фронта | гвардии капитан                           | 19.01.1923 — 27.05.2002 | [ БС 3 ] [ ГС 11 ] [ НЛ 10 ]    |
| 833   | Прохоров Василий Иванович                                              | 15.01.1944            | связисты            | командир отделения 652-й отдельной роты связи 106-й стрелковой дивизии 65-й армии Центрального фронта | сержант                                   | 22.03.1919 — 11.03.1955 | [ БС 4 ] [ ГС 12 ] [ НЛ 11 ]    |
| 834   | Прохоров Василий Никитович                                             | 24.03.1945            | пехота              | командир роты 1258-го стрелкового полка 378-й стрелковой дивизии 4-й ударной армии 1-го Прибалтийского фронта | капитан                                   | 1902 — 21.11.1944       | [ БС 5 ] [ ГС 13 ] [ НЛ 12 ]    |
| 835   | Прохоров Евгений Петрович                                              | 23.02.1945            | авиация             | командир эскадрильи 210-го штурмового авиационного полка 136-й штурмовой авиационной дивизии 9-го смешанного авиационного корпуса 17-й воздушной армии 3-го Украинского фронта | старший лейтенант                         | 13.09.1919 — 14.04.1969 | [ БС 5 ] [ ГС 14 ] [ НЛ 13 ]    |
| 836   | Прохоров Зинон Филиппович                                              | 24.03.1945            | пехота              | командир взвода 235-го гвардейского стрелкового полка 81-й гвардейской стрелковой дивизии 7-й гвардейской армии 2-го Украинского фронта | гвардии лейтенант                         | 11.09.1909 — 19.09.1944 | [ БС 5 ] [ ГС 15 ] [ НЛ 14 ]    |
| 837   | Прохоров Иван Иванович                                                 | 27.02.1945            | кавалерия           | сабельник 56-го гвардейского кавалерийского полка 14-й гвардейской кавалерийской дивизии 7-го гвардейского кавалерийского корпуса 1-го Белорусского фронта | гвардии красноармеец                      | 19.01.1926 — 11.02.1945 | [ БС 5 ] [ ГС 16 ] [ НЛ 15 ]    |
| 838   | Прохоров Михаил Семёнович                                              | 28.04.1945            | артиллерия          | командир орудия 152-го гвардейского истребительно-противотанкового артиллерийского полка 4-го гвардейского кавалерийского корпуса 2-го Украинского фронта | гвардии красноармеец                      | 08.11.1915 — 11.05.1987 | [ БС 5 ] [ ГС 17 ] [ НЛ 16 ]    |
| 839   | Прохоров Николай Фёдорович                                             | 24.03.1945            | артиллерия          | командир СУ-85 1438-го самоходного артиллерийского полка 18-го танкового корпуса 53-й армии 2-го Украинского фронта | младший лейтенант                         | 18.11.1925 — 24.01.2002 | [ БС 5 ] [ ГС 18 ] [ НЛ 17 ]    |
| 840   | Проценко Леонид Алексеевич укр. Проценко Леонід Олексійович            | 15.01.1944            | связисты            | старший телефонист батареи 154-го гвардейского артиллерийского полка 76-й гвардейской стрелковой дивизии 61-й армии Центрального фронта | гвардии красноармеец                      | 20.06.1911 — 02.10.1943 | [ БС 6 ] [ ГС 19 ] [ НЛ 18 ]    |
| 841   | Проценко Степан Федосеевич укр. Проценко Степан Феодосійович           | 10.01.1944            | пехота              | командир 269-го стрелкового полка 136-й стрелковой дивизии 38-й армии Воронежского фронта | подполковник                              | 11.11.1900 — 03.10.1943 | [ БС 7 ] [ ГС 20 ] [ НЛ 19 ]    |
| 842   | Прошенков Николай Иванович                                             | 27.06.1945            | авиация             | командир эскадрильи 69-го гвардейского истребительного авиационного полка 23-й гвардейской истребительной авиационной дивизии 6-го гвардейского истребительного авиационного корпуса 2-й воздушной армии 1-го Украинского фронта                                                                       | гвардии майор                             | 07.01.1918 — 27.04.1963 | [ БС 7 ] [ ГС 21 ] [ НЛ 20 ]    |
| 843   | Прошин Иван Иванович                                                   | 07.04.1940            | танкист             | командир танковой роты 85-го танкового батальона 39-й лёгкой танковой бригады 13-й армии Северо-Западного фронта | старший лейтенант                         | 16.10.1917 — 08.09.1980 | [ БС 7 ] [ ГС 22 ] [ НЛ 21 ]    |
| 844   | Прошляков Алексей Иванович                                             | 29.05.1945            | маршал              | начальник инженерных войск 1-го Белорусского фронта | генерал-полковник инженерных войск        | 18.02.1901 — 12.12.1973 | [ БС 7 ] [ ГС 23 ] [ НЛ 22 ]    |
| 845   | Прощаев Григорий Моисеевич укр. Прощаєв Григорій Мойсейович            | 26.10.1944            | авиация             | командир эскадрильи 235-го штурмового авиационного полка 264-й штурмовой авиационной дивизии 5-го штурмового авиационного корпуса 2-й воздушной армии 1-го Украинского фронта | старший лейтенант                         | 17.01.1923 — 06.11.1981 | [ БС 7 ] [ ГС 24 ] [ НЛ 23 ]    |
| 846   | Прудкий Николай Петрович укр. Прудкий Микола Петрович                  | 04.06.1944            | танкист             | командир разведывательного взвода танков Т-70 203-го танкового батальона 89-й танковой бригады 1-го танкового корпуса 11-й гвардейской армии Западного фронта | лейтенант                                 | 20.05.1922 — 16.07.1943 | [ БС 7 ] [ ГС 25 ] [ НЛ 24 ]    |
| 847   | Прудников Дмитрий Тихонович                                            | 04.02.1944            | авиация             | командир эскадрильи 75-го гвардейского штурмового авиационного полка 1-й гвардейской штурмовой авиационной дивизии 8-й воздушной армии Южного фронта | гвардии лейтенант                         | 10.11.1921 — 21.10.1943 | [ БС 7 ] [ ГС 26 ] [ НЛ 25 ]    |
| 848   | Прудников Михаил Сидорович                                             | 20.09.1943            | нквд                | активный участник партизанской борьбы в Белоруссии, командир партизанской бригады «Неуловимые» | подполковник государственной безопасности | 15.04.1913 — 24.06.1995 | ——                              |
| 849   | Прудченков Фёдор Николаевич                                            | 17.10.1943            | пехота              | командир батальона 605-го стрелкового полка 132-й стрелковой дивизии 60-й армии Центрального фронта | старший лейтенант                         | 17.01.1912 — 06.08.1976 | [ БС 9 ] [ ГС 28 ] [ НЛ 26 ]    |
| 850   | Прунариу Думитру Дорин рум. Prunariu Dumitru Dorin                     | 22.05.1981            | космонавт           | космонавт-исследователь космического корабля «Союз-40» и орбитальной станции «Салют-6» | старший лейтенант-инженер ВВС Румынии     | род. 27.09.1952         | ——                              |
| 851   | Прутко Григорий Иванович                                               | 03.06.1944            | артиллерия          | командир миномётного взвода 9-й гвардейской механизированной бригады 3-го гвардейского механизированного корпуса 47-й армии Воронежского фронта | гвардии младший лейтенант                 | 14.02.1924 — 06.06.1994 | [ БС 9 ] [ ГС 30 ] [ НЛ 27 ]    |
| 852   | Прутков Степан Дмитриевич                                              | 01.05.1943            | авиация             | командир 504-го штурмового авиационного полка 226-й штурмовой авиационной дивизии 8-й воздушной армии Южного фронта | майор                                     | 01.01.1911 — 10.04.1978 | [ БС 9 ] [ ГС 31 ] [ НЛ 28 ]    |
| 853   | Прыгов Владимир Борисович                                              | 24.03.1945            | артиллерия          | командир СУ-76 867-го самоходного артиллерийского полка 19-го танкового корпуса 1-го Прибалтийского фронта | младший лейтенант                         | 07.04.1924 — 17.09.1944 | [ БС 9 ] [ ГС 32 ] [ НЛ 29 ]    |
| 854   | Прыгунов Александр Васильевич                                          | 10.01.1944            | инженер             | командир сапёрной роты 28-го отдельного штурмового инженерно-сапёрного батальона 6-й штурмовой инженерно-сапёрной бригады 40-й армии Воронежского фронта | старший лейтенант                         | 12.04.1907 — 29.09.1943 | [ БС 9 ] [ ГС 33 ] [ НЛ 30 ]    |
| 855   | Прытков Даниил Алексеевич                                              | 03.06.1944            | пехота              | стрелок 1241-го стрелкового полка 375-й стрелковой дивизии 58-й армии Калининского фронта | красноармеец                              | 05.10.1912 — 19.02.1952 | [ БС 9 ] [ ГС 34 ] [ НЛ 31 ]    |
| 856   | Пряженников Александр Павлович                                         | 15.05.1946            | авиация             | заместитель командира и штурман эскадрильи 90-го гвардейского штурмового авиационного полка 4-й гвардейской штурмовой авиационной дивизии 5-го штурмового авиационного корпуса 5-й воздушной армии 2-го Украинского фронта                                                                             | гвардии старший лейтенант                 | 26.09.1922 — 19.04.1945 | [ БС 9 ] [ ГС 35 ] [ НЛ 32 ]    |
| 857   | Пряничников Николай Иванович                                           | 19.03.1944            | пехота              | командир взвода противотанковых ружей 78-го гвардейского стрелкового полка 25-й гвардейской стрелковой дивизии 6-й армии Юго-Западного фронта | гвардии младший лейтенант                 | 10.05.1919 — 10.04.1999 | [ БС 11 ] [ ГС 36 ] [ НЛ 33 ]   |
| 858   | Пряхин Иван Савельевич                                                 | 13.11.1943            | пехота              | командир отделения пулемётной роты 520-го стрелкового полка 167-й стрелковой дивизии 38-й армии Воронежского фронта | старший сержант                           | 30.12.1922 — 13.06.1983 | [ БС 12 ] [ ГС 37 ] [ НЛ 34 ]   |
| 859   | Пстыго Иван Иванович бел. Пстыга Іван Іванавіч                         | 07.04.1978            | маршал              | начальник Центральной инспекции безопасности полётов авиации Вооружённых сил СССР | маршал авиации                            | 10.04.1918 — 23.02.2009 | ——                              |
| 860   | Птицын Андрей Николаевич (Птицин Андрей Николаевич)                    | 29.10.1943            | пехота              | стрелок 529-го стрелкового полка 163-й стрелковой дивизии 38-й армии Воронежского фронта | красноармеец                              | 14.10.1899 — 25.12.1943 | [ БС 12 ] [ ГС 39 ] [ НЛ 35 ]   |
| 861   | Птухин Александр Мефодьевич                                            | 10.01.1944            | артиллерия          | командир взвода управления 692-го артиллерийского полка 240-й стрелковой дивизии 38-й армии Воронежского фронта | лейтенант                                 | 23.02.1923 — 25.06.1944 | [ БС 12 ] [ ГС 40 ] [ НЛ 36 ]   |
| 862   | Птухин Евгений Саввич                                                  | 21.03.1940            | авиация             | командующий Военно-воздушными силами Северо-Западного фронта | комкор                                    | 03.03.1902 — 23.02.1942 | ——                              |
| 863   | Пуап Ролан де ла фр. de La Poype Roland                                | 27.11.1944            | Сражающаяся Франция | командир звена 1-го отдельного истребительного авиационного полка «Нормандия» Национального комитета Сражающейся Франции в составе 303-й истребительной авиационной дивизии 1-й воздушной армии 3-го Белорусского фронта                                                                               | старший лейтенант                         | 28.07.1920 — 23.10.2012 | ——                              |
| 864   | Пугаев Степан Александрович                                            | 29.10.1943            | пехота              | командир отделения 42-го стрелкового полка 180-й стрелковой дивизии 38-й армии Воронежского фронта | старший сержант                           | 01.10.1910 — 28.12.1944 | [ БС 12 ] [ ГС 43 ] [ НЛ 37 ]   |
| 865   | Пугач Максим Кириллович                                                | 17.10.1943            | пехота              | командир роты 248-й отдельной курсантской стрелковой бригады 60-й армии Центрального фронта | младший лейтенант                         | 05.06.1916 — 21.11.1943 | [ БС 12 ] [ ГС 44 ] [ НЛ 38 ]   |
| 866   | Пугачёв Анатолий Иванович                                              | 03.06.1944            | пехота              | автоматчик 1292-го стрелкового полка 113-й стрелковой дивизии 57-й армии 3-го Украинского фронта | красноармеец                              | 03.05.1919 — 19.06.1948 | [ БС 13 ] [ ГС 45 ] [ НЛ 39 ]   |
| 867   | Пугачёв Арсений Филиппович                                             | 17.10.1943            | артиллерия          | командир артиллерийской батареи 241-го гвардейского стрелкового полка 75-й гвардейской стрелковой дивизии 60-й армии Центрального фронта | гвардии лейтенант                         | 1922 — 08.10.1943       | [ БС 14 ] [ ГС 46 ] [ НЛ 40 ]   |
| 868   | Пугачёв Виктор Георгиевич                                              | 31.10.1988            | авиация             | лётчик-испытатель ОКБ имени П. О. Сухого | —                                         | род. 08.08.1948         | ——                              |
| 869   | Пугачёв Терентий Давыдович                                             | 30.10.1943            | пехота              | стрелок 744-го стрелкового полка 149-й стрелковой дивизии 65-й армии Центрального фронта | красноармеец                              | 15.06.1897 — 12.10.1970 | [ БС 14 ] [ ГС 48 ] [ НЛ 41 ]   |
| 870   | Пугачёв Фёдор Иванович                                                 | 23.01.1984            | пехота              | начальник разведки 101-го мотострелкового полка 5-й гвардейской мотострелковой дивизии 40-й армии ограниченного контингента советских войск в Афганистане | капитан                                   | род. 27.03.1954         | ——                              |
| 871   | Пудовкин Павел Григорьевич                                             | 19.03.1944            | пехота              | помощник командира взвода 905-го стрелкового полка 248-й стрелковой дивизии 28-й армии Южного фронта | старший сержант                           | 15.04.1904 — 19.08.1943 | [ БС 14 ] [ ГС 50 ] [ НЛ 42 ]   |
| 872   | Пузанов Иван Терентьевич укр. Пузанов Іван Терентійович                | 27.02.1945            | артиллерия          | командир батареи 196-го гвардейского артиллерийского полка 89-й гвардейской стрелковой дивизии 5-й ударной армии 1-го Белорусского фронта | гвардии старший лейтенант                 | 10.06.1923 — 28.02.2007 | [ БС 14 ] [ ГС 51 ] [ НЛ 43 ]   |
| 873   | Пузанов Лев Илларионович                                               | 21.03.1940            | пехота              | командир батальона 169-го стрелкового полка 86-й мотострелковой дивизии 7-й армии Северо-Западного фронта | старший лейтенант                         | 15.02.1908 — 26.09.1965 | [ БС 14 ] [ ГС 52 ] [ НЛ 44 ]   |
| 874   | Пузиков Анатолий Михайлович                                            | 22.07.1944            | пехота              | командир отделения автоматчиков 213-го гвардейского стрелкового полка 71-й гвардейской стрелковой дивизии 6-й гвардейской армии 1-го Прибалтийского фронта | гвардии младший сержант                   | 22.06.1925 — 11.11.2001 | [ БС 16 ] [ ГС 53 ] [ НЛ 45 ]   |
| 875   | Пузырёв Сергей Михайлович                                              | 01.11.1943            | пехота              | разведчик 496-й отдельной разведывательной роты 236-й стрелковой дивизии 46-й армии Степного фронта | красноармеец                              | 1912 — 12.10.1943       | [ БС 17 ] [ ГС 54 ] [ НЛ 46 ]   |
| 876   | Пузырёв Фёдор Михайлович                                               | 21.02.1945            | артиллерия          | командир орудия 997-го зенитного артиллерийского полка 12-й зенитной артиллерийской дивизии РГК в составе 65-й армии 1-го Белорусского фронта | сержант                                   | 12.02.1920 — 10.11.2003 | [ БС 17 ] [ ГС 55 ] [ НЛ 47 ]   |
| 877   | Пузыркин Яков Афанасьевич                                              | 10.04.1945            | танкист             | командир танкового взвода 53-й гвардейской танковой бригады 6-го гвардейского танкового корпуса 3-й гвардейской танковой армии 1-го Украинского фронта | гвардии лейтенант                         | 10.05.1915 — 13.01.2002 | [ БС 17 ] [ ГС 56 ] [ НЛ 48 ]   |
| 878   | Пукито Гелий Александрович                                             | 03.04.1975            | авиация             | старший лётчик-испытатель военной приёмки Горьковского авиационного завода | полковник                                 | 09.10.1931 — 18.05.2004 | ——                              |
| 879   | Пуков Трофим Трофимович                                                | 16.10.1943            | инженер             | командир отделения 5-го гвардейского отдельного сапёрного батальона 6-й гвардейской стрелковой дивизии 13-й армии Центрального фронта | гвардии сержант                           | 14.08.1915 — 22.11.1968 | [ БС 17 ] [ ГС 58 ] [ НЛ 49 ]   |
| 880   | Пулов Григорий Иванович                                                | 22.04.1952            | авиация             | командир 17-го истребительного авиационного полка 303-й истребительной авиационной дивизии 64-го истребительного авиационного корпуса | подполковник                              | 18.01.1918 — 26.12.2005 | ——                              |
| 881   | Пулькин Григорий Степанович                                            | 15.01.1940            | артиллерия          | кузнец артиллерийской батареи 28-го корпусного артиллерийского полка 19-го стрелкового корпуса 7-й армии | красноармеец                              | 25.01.1916 — 12.01.1945 | ——                              |
| 882   | Пульный Василий Фёдорович укр. Пульний Василь Федорович                | 24.03.1945            | пехота              | командир роты автоматчиков 79-й танковой бригады 19-го танкового корпуса 1-го Прибалтийского фронта | старший лейтенант                         | 1922 — 26.12.1944       | [ БС 18 ] [ ГС 61 ] [ НЛ 50 ]   |
| 883   | Пуляевский Константин Афанасьевич                                      | 30.10.1943            | пехота              | помощник командира взвода 188-го стрелкового полка 106-й стрелковой дивизии 65-й армии Центрального фронта | старший сержант                           | 05.01.1918 — 29.10.1943 | [ БС 19 ] [ ГС 62 ] [ НЛ 51 ]   |
| 884   | Пумпур Пётр Иванович латыш. Pumpurs Pēteris                            | 04.07.1937            | авиация             | командир истребительной авиационной группы ВВС Испанской Республики | комбриг                                   | 25.04.1900 — 23.03.1942 | ——                              |
| 885   | Пундиков Василий Петрович                                              | 10.04.1945            | инженер             | сапёр 110-го отдельного моторизированного штурмового инженерного сапёрного батальона 23-й моторизированной штурмовой инженерной сапёрной бригады РГК в составе 13-й армии 1-го Украинского фронта | ефрейтор                                  | 09.11.1922 — 26.04.1945 | [ БС 19 ] [ ГС 64 ] [ НЛ 52 ]   |
| 886   | Пупков Михаил Алексеевич                                               | 28.04.1945            | пехота              | командир батальона 184-го гвардейского стрелкового полка 62-й гвардейской стрелковой дивизии 4-й гвардейской армии 3-го Украинского фронта | гвардии капитан                           | 18.08.1922 — 23.05.2007 | [ БС 19 ] [ ГС 65 ] [ НЛ 53 ]   |
| 887   | Пургин Кузьма Степанович                                               | 26.10.1943            | связисты            | командир отделения связи 1848-го истребительно-противотанкового артиллерийского полка 30-й отдельной истребительно-противотанковой артиллерийской бригады РГК в составе 7-й гвардейской армии Степного фронта                                                                                          | сержант                                   | 11.11.1903 — 12.10.1944 | [ БС 19 ] [ ГС 66 ] [ НЛ 54 ]   |
| 888   | Пургин Николай Иванович                                                | 26.10.1944            | авиация             | командир звена 155-го гвардейского штурмового авиационного полка 9-й гвардейской штурмовой авиационной дивизии 1-го штурмового авиационного корпуса 5-й воздушной армии 2-го Украинского фронта | гвардии лейтенант                         | 19.02.1923 — 28.08.2007 | [ БС 19 ] [ ГС 67 ] [ НЛ 55 ]   |
| 889   | Пурин Павел Павлович латыш. Puriņš Pāvels                              | 06.04.1945            | артиллерия          | командир 98-й тяжёлой гаубичной артиллерийской бригады 1-й гвардейской артиллерийской дивизии прорыва РГК в составе 13-й армии 1-го Украинского фронта | подполковник                              | 12.02.1911 — 07.05.1977 | [ БС 19 ] [ ГС 68 ] [ НЛ 56 ]   |
| 890   | Пуртов Фёдор Петрович                                                  | 21.02.1945            | артиллерия          | командир дивизиона 786-го лёгкого артиллерийского полка 46-й лёгкой артиллерийской бригады 12-й артиллерийской дивизии 4-го артиллерийского корпуса прорыва РГК в составе войск 1-го Белорусского фронта                                                                                               | капитан                                   | 12.03.1920 — 16.09.2017 | [ БС 20 ] [ ГС 69 ] [ НЛ 57 ]   |
| 891   | Пустельников Семён Селиверстович бел. Пустэльнікаў Сямён Сільвестравіч | 31.03.1945            | пограничник         | пограничник 9-й пограничной заставы 2-го пограничного Украинского пограничного округа Пограничных войск НКВД СССР | ефрейтор                                  | 10.02.1921 — 05.02.1945 | ——                              |
| 892   | Пустовалов Алексей Михайлович                                          | 13.09.1944            | танкист             | командир взвода танков Т-34 11-й гвардейской отдельной танковой бригады 2-й танковой армии 2-го Украинского фронта | гвардии младший лейтенант                 | 17.03.1916 — 28.05.1981 | [ БС 21 ] [ ГС 71 ] [ НЛ 58 ]   |
| 893   | Пустынцев Николай Петрович                                             | 20.12.1943            | пехота              | разведчик 47-й гвардейской отдельной разведывательной роты 48-й гвардейской стрелковой дивизии 57-й армии Степного фронта | гвардии старший сержант                   | 01.12.1911 — 15.06.1990 | [ БС 21 ] [ ГС 72 ] [ НЛ 59 ]   |
| 894   | Пусэп Эндель Карлович эст. Puusepp Endel                               | 20.06.1942            | авиация             | командир воздушного корабля 746-го авиационного полка 45-й авиационной дивизии Авиации дальнего действия | майор                                     | 01.05.1909 — 18.01.1996 | [ БС 21 ] [ ГС 73 ] [ НЛ 60 ]   |
| 895   | Путилин Василий Сергеевич                                              | 16.10.1943            | связисты            | связист 1087-го стрелкового полка 322-й стрелковой дивизии 13-й армии Центрального фронта | красноармеец                              | 23.01.1924 — 04.01.1944 | [ БС 21 ] [ ГС 74 ] [ НЛ 61 ]   |
| 896   | Путилин Михаил Тихонович                                               | 29.06.1945            | авиация             | командир эскадрильи 74-го гвардейского штурмового авиационного почка 1-й гвардейской штурмовой авиационной дивизии 1-й воздушной армии 3-го Белорусского фронта | гвардии майор                             | 15.11.1914 — 04.01.1985 | [ БС 21 ] [ ГС 75 ] [ НЛ 62 ]   |
| 897   | Путилов Сидор Антонович                                                | 26.10.1943            | связисты            | командир отделения связи взвода управления 1844-го истребительно-противотанкового артиллерийского полка 30-й отдельной истребительно-противотанковой артиллерийской бригады 7-й гвардейской армии Степного фронта                                                                                      | старший сержант                           | 15.05.1916 — 30.10.1943 | [ БС 22 ] [ ГС 76 ] [ НЛ 63 ]   |
| 898   | Путин Александр Дмитриевич                                             | 27.06.1945            | авиация             | командир эскадрильи 624-го штурмового авиационного полка 308-й штурмовой авиационной дивизии 3-го штурмового авиационного корпуса 2-й воздушной армии 1-го Украинского фронта | старший лейтенант                         | 18.09.1918 — 30.01.2003 | [ БС 23 ] [ ГС 77 ] [ НЛ 64 ]   |
| 899   | Путинцев Иван Никандрович                                              | 10.01.1944            | инженер             | командир отделения 15-го отдельного моторизированного понтонно-мостового батальона 6-й понтонно-мостовой бригады РГК в составе войск Воронежского фронта | сержант                                   | 10.04.1907 — 19.07.1944 | [ БС 23 ] [ ГС 78 ] [ НЛ 65 ]   |
| 900   | Путько Николай Савельевич укр. Путько Микола Савелійович               | 27.06.1945            | авиация             | заместитель командира эскадрильи 106-го гвардейского истребительного авиационного полка 11-й гвардейской истребительной авиационной дивизии 2-го гвардейского штурмового авиационного корпуса 2-й воздушной армии 1-го Украинского фронта                                                              | гвардии старший лейтенант                 | 25.10.1918 — 21.08.1962 | [ БС 23 ] [ ГС 79 ] [ НЛ 66 ]   |
| 901   | Пуха Николай Тимофеевич укр. Пуха Микола Тимофійович                   | 24.03.1945            | артиллерия          | командир батареи 153-го гвардейского артиллерийского полка 73-й гвардейской стрелковой дивизии 57-й армии 3-го Украинского фронта | гвардии старший лейтенант                 | 20.05.1915 — 01.07.1989 | [ БС 23 ] [ ГС 80 ] [ НЛ 67 ]   |
| 902   | Пухов Иван Сергеевич                                                   | 09.02.1944            | артиллерия          | командир батареи 386-го истребительно-противотанкового артиллерийского полка 9-го механизированного корпуса 3-й гвардейской танковой армии 1-го Украинского фронта | младший лейтенант                         | 15.09.1915 — 17.05.1983 | [ БС 23 ] [ ГС 81 ] [ НЛ 68 ]   |
| 903   | Пухов Николай Павлович                                                 | 16.10.1943            | генерал             | командующий 13-й армией Центрального фронта | генерал-лейтенант                         | 25.01.1895 — 28.03.1958 | [ БС 23 ] [ ГС 82 ] [ НЛ 69 ]   |
| 904   | Пучков Герман Иванович укр. Пучков Герман Іванович                     | 15.05.1946            | авиация             | командир звена 70-го гвардейского штурмового авиационного полка 3-й гвардейской штурмовой авиационной дивизии 9-го штурмового авиационного корпуса 16-й воздушной армии 1-го Белорусского фронта | гвардии старший лейтенант                 | 19.10.1923 — 09.07.1981 | [ БС 24 ] [ ГС 83 ] [ НЛ 70 ]   |
| 905   | Пучков Михаил Ильич                                                    | 10.01.1944            | инженер             | понтонёр 15-го отдельного моторизированного понтонно-мостового батальона 6-й понтонно-мостовой бригады РГК в составе войск Воронежского фронта | красноармеец                              | 02.02.1924 — 25.08.1998 | [ БС 25 ] [ ГС 84 ] [ НЛ 71 ]   |
| 906   | Пушанин Иван Иванович                                                  | 26.04.1940            | комиссар            | политрук пограничной роты 4-го пограничного полка Ленинградского пограничного округа Пограничны войск НКВД СССР | политрук                                  | 06.09.1913 — 25.02.1940 | ——                              |
| 907   | Пушанка Алексей Петрович укр. Пушанка Олексій Петрович                 | 13.11.1943            | пехота              | автоматчик 842-го стрелкового полка 240-й стрелковой дивизии 38-й армии Воронежского фронта | сержант                                   | 12.04.1920 — 29.03.1976 | [ БС 25 ] [ ГС 86 ] [ НЛ 72 ]   |
| 908   | Пушина Федора Андреевна укр. Пушина Феодора Андріївна                  | 10.01.1944            | медики              | военфельдшер 520-го стрелкового полка 167-й стрелковой дивизии 38-й армии 1-го Украинского фронта | лейтенант медицинской службы              | 13.11.1923 — 06.11.1943 | [ БС 25 ] [ ГС 87 ] [ НЛ 73 ]   |
| 909   | Пушкарёв Константин Иванович                                           | 25.10.1938            | танкист             | механик-водитель танка 118-го стрелкового полка 40-й стрелковой дивизии 1-й Приморской армии Дальневосточного фронта | младший комвзвод                          | 07.05.1915 — 31.07.1938 | ——                              |
| 910   | Пушкарёв Сергей Филиппович                                             | 10.01.1944            | танкист             | командир 39-го отдельного танкового полка 38-й армии Воронежского фронта | подполковник                              | 20.11.1902 — 08.09.1976 | [ БС 25 ] [ ГС 89 ] [ НЛ 74 ]   |
| 911   | Пушкаренко Анатолий Павлович укр. Пушкаренко Анатолій Павлович         | 17.11.1943            | пехота              | командир батальона 1-го гвардейского стрелкового полка 2-й гвардейской стрелковой дивизии 56-й армии Северо-Кавказского фронта | гвардии майор                             | 26.11.1913 — 20.11.1964 | [ БС 26 ] [ ГС 90 ] [ НЛ 75 ]   |
| 912   | Пушкин Анатолий Иванович                                               | 12.08.1942            | авиация             | командир 52-го ближнебомбардировочного авиационного полка 76-й смешанной авиационной дивизии ВВС 37-й армии Южного фронта | майор                                     | 30.05.1915 — 15.04.2002 | ——                              |
| 913   | Пушкин Ефим Григорьевич                                                | 09.11.1941            | танкист             | командир 8-й танковой дивизии 18-го механизированного корпуса Южного фронта | полковник                                 | 28.01.1899 — 11.03.1944 | [ БС 27 ] [ ГС 92 ] [ НЛ 76 ]   |
| 914   | Пушкин Николай Петрович                                                | 02.09.1943            | авиация             | командир эскадрильи 2-го гвардейского истребительного авиационного полка 215-й истребительной авиационной дивизии 2-го истребительного авиационного корпуса 3-й воздушной армии Калининского фронта | гвардии старший лейтенант                 | 04.12.1918 — 23.10.2007 | [ БС 27 ] [ ГС 93 ] [ НЛ 77 ]   |
| 915   | Пущин Михаил Николаевич                                                | 23.02.1945            | авиация             | инспектор-лётчик по технике пилотирования 5-й гвардейской бомбардировочной авиационной дивизии 1-го гвардейского бомбардировочного авиационного корпуса 3-й воздушной армии 1-го Прибалтийского фронта                                                                                                 | гвардии капитан                           | 20.10.1911 — 25.02.1980 | [ БС 27 ] [ ГС 94 ] [ НЛ 78 ]   |
| 916   | Пчелинцев Владимир Николаевич                                          | 06.02.1942            | пехота              | снайпер 11-й стрелковой бригады 8-й армии Ленинградского фронта | сержант                                   | 30.08.1919 — 27.07.1997 | [ БС 27 ] [ ГС 95 ] [ НЛ 79 ]   |
| 917   | Пчёлкин Александр Иванович                                             | 27.06.1945            | авиация             | командир звена 5-го гвардейского истребительного авиационного полка 11-й гвардейской истребительной авиационной дивизии 2-го гвардейского штурмового авиационного корпуса 2-й воздушной армии 1-го Украинского фронта                                                                                  | гвардии старший лейтенант                 | 08.11.1917 — 02.03.1976 | [ БС 27 ] [ ГС 96 ] [ НЛ 80 ]   |
| 918   | Пшеницин Геннадий Александрович (Пшеницын Геннадий Александрович)      | 03.06.1944            | пехота              | пулемётчик 8-го гвардейского отдельного пулемётно-артиллерийского батальона 1-го гвардейского укреплённого района 28-й армии 3-го Украинского фронта | гвардии красноармеец                      | 1920 — 22.03.1944       | [ БС 27 ] [ ГС 97 ] [ НЛ 81 ]   |
| 919   | Пшеничко Алексей Леонтьевич                                            | 19.04.1945            | пехота              | командир взвода 47-й гвардейской отдельной разведывательной роты 48-й гвардейской стрелковой дивизии 28-й армии 3-го Белорусского фронта | гвардии старшина                          | 16.02.1924 — 16.02.1945 | [ БС 28 ] [ ГС 98 ] [ НЛ 82 ]   |
| 920   | Пшеничников Николай Андреевич                                          | 28.04.1945            | пехота              | командир взвода 683-го стрелкового полка 151-й стрелковой дивизии 7-й гвардейской армии 2-го Украинского фронта | младший лейтенант                         | 20.07.1924 — 01.04.1986 | [ БС 29 ] [ ГС 99 ] [ НЛ 83 ]   |
| 921   | Пшеничных Андрей Петрович                                              | 05.11.1944            | морской флот        | разведчик 181-го особого разведывательного отряда разведывательного отдела штаба Северного флота | старший краснофлотец                      | 26.06.1914 — 05.05.1992 | [ БС 29 ] [ ГС 100 ] [ НЛ 84 ]  |
| 922   | Пшенный Сергей Фомич бел. Пшонны Сяргей Фаміч                          | 24.03.1945            | пехота              | офицер разведки 227-го гвардейского стрелкового полка 79-й гвардейской стрелковой дивизии 8-й гвардейской армии 1-го Белорусского фронта | гвардии старший лейтенант                 | 05.09.1922 — 30.08.1994 | [ БС 29 ] [ ГС 101 ] [ НЛ 85 ]  |
| 923   | Пылаев Евгений Алексеевич                                              | 26.10.1944            | авиация             | помощник по воздушно-стрелковой службе командира 159-го гвардейского истребительного авиационного полка 229-й истребительной авиационной дивизии 4-й воздушной армии 2-го Белорусского фронта | гвардии капитан                           | 05.11.1919 — 05.09.1951 | [ БС 29 ] [ ГС 102 ] [ НЛ 86 ]  |
| 924   | Пылаев Константин Фёдорович                                            | 13.11.1943            | инженер             | командир отделения 180-го отдельного сапёрного батальона 167-й стрелковой дивизии 38-й армии Воронежского фронта | старший сержант                           | 28.12.1914 — 16.05.1959 | [ БС 29 ] [ ГС 103 ] [ НЛ 87 ]  |
| 925   | Пырков Юрий Иванович                                                   | 29.06.1945            | авиация             | командир звена 134-го гвардейского бомбардировочного авиационного полка 6-й гвардейской бомбардировочной авиационной дивизии 1-й воздушной армии 3-го Белорусского фронта | гвардии старший лейтенант                 | 05.10.1923 — 06.11.1971 | [ БС 29 ] [ ГС 104 ] [ НЛ 88 ]  |
| 926   | Пыряев Василий Васильевич                                              | 16.05.1944            | артиллерия          | командир взвода управления 98-го гвардейского корпусного артиллерийского полка 11-го гвардейского стрелкового корпуса Отдельной Приморской армии | гвардии лейтенант                         | 1915 — 13.10.1944       | [ БС 29 ] [ ГС 105 ] [ НЛ 89 ]  |
| 927   | Пысин Николай Васильевич                                               | 19.08.1944            | авиация             | командир эскадрильи 8-го гвардейского штурмового авиационного полка 11-й штурмовой авиационной дивизии ВВС Черноморского флота | гвардии капитан                           | 19.12.1917 — 28.10.1975 | [ БС 30 ] [ ГС 106 ] [ НЛ 90 ]  |
| 928   | Пыткин Алексей Петрович                                                | 22.02.1944            | инженер             | командир взвода 104-го отдельного сапёрного батальона 31-й стрелковой дивизии 46-й армии Степного фронта | младший лейтенант                         | 20.02.1920 — 13.06.2001 | [ БС 31 ] [ ГС 107 ] [ НЛ 91 ]  |
| 929   | Пыхин Юрий Георгиевич                                                  | 19.03.1973            | морской флот        | гидронавт-испытатель 19-го Центра Министерства обороны СССР | капитан 2 ранга                           | 25.10.1933 — 19.04.2017 | ——                              |
| 930   | Пьянзин Иван Семёнович                                                 | 24.07.1942            | артиллерия          | командир 80-й батареи 110-го зенитного артиллерийского полка ПВО береговой обороны Черноморского флота | старший лейтенант                         | 18.02.1919 — 13.06.1942 | [ БС 31 ] [ ГС 109 ] [ НЛ 92 ]  |
| 931   | Пьянков Александр Петрович                                             | 17.11.1939            | авиация             | командир звена 22-го истребительного авиационного полка истребительной авиационной бригады 1-й армейской группы | лейтенант                                 | 03.11.1915 — 27.07.1988 | ——                              |
| 932   | Пьянков Николай Алексеевич                                             | 24.03.1945            | инженер             | командир взвода разведки 105-го отдельного инженерного сапёрного батальона 5-й инженерной сапёрной бригады 6-й танковой армии 2-го Украинского фронта | лейтенант                                 | 12.11.1922 — 29.01.1999 | [ БС 31 ] [ ГС 111 ] [ НЛ 93 ]  |
| 933   | Пэнэжко Григорий Иванович укр. Пенежко Григорій Іванович               | 13.09.1944            | танкист             | заместитель начальника штаба 31-й танковой бригады 29-го танкового корпуса 5-й гвардейской танковой армии 2-го Украинского фронта | капитан                                   | 01.12.1912 — 26.03.1992 | [ БС 32 ] [ ГС 112 ] [ НЛ 94 ]  |
| 934   | Пятакович Александр Францевич бел. Пятаковіч Аляксандр Францавіч       | 24.03.1945            | танкист             | командир взвода танков Т-34 65-й танковой бригады 11-го танкового корпуса 1-го Белорусского фронта | старший лейтенант                         | 25.12.1914 — 09.06.1988 | [ БС 33 ] [ ГС 113 ] [ НЛ 95 ]  |
| 935   | Пятенко Иван Маркович укр. П’ятенко Іван Маркович                      | 19.03.1944            | инженер             | командир отделения 269-го отдельного сапёрного батальона 12-й армии Юго-Западного фронта | младший сержант                           | 11.01.1913 — 22.04.1989 | [ БС 33 ] [ ГС 114 ] [ НЛ 96 ]  |
| 936   | Пятикоп Михаил Евгеньевич укр. П’ятикоп Михайло Євгенійович            | 17.12.1941            | танкист             | старший адъютант танкового батальона 46-го танкового полка 46-й танковой бригады 4-й отдельной армии | старший лейтенант                         | 05.09.1908 — 13.11.1941 | [ БС 33 ] [ ГС 115 ] [ НЛ 97 ]  |
| 937   | Пяткин Георгий Яковлевич                                               | 24.12.1943            | артиллерия          | командир 1031-го артиллерийского полка 100-й стрелковой дивизии 27-й армии Воронежского фронта | майор                                     | 19.04.1908 — 20.03.1963 | [ БС 33 ] [ ГС 116 ] [ НЛ 98 ]  |
| 938   | Пятковский Иван Максимович                                             | 30.10.1943            | связисты            | командир роты связи 120-го стрелкового полка 69-й стрелковой дивизии 65-й армии Центрального фронта | капитан                                   | 19.01.1913 — 01.12.1986 | [ БС 33 ] [ ГС 117 ] [ НЛ 99 ]  |
| 939   | Пятыхин Иван Гаврилович                                                | 07.04.1940            | авиация             | командир 15-й скоростной бомбардировочной авиационной бригады ВВС Северо-Западного фронта | полковник                                 | 25.10.1904 — 22.05.1971 | [ БС 33 ] [ ГС 118 ] [ НЛ 100 ] |
| 940   | Пятяри Иван Викторович                                                 | 19.04.1945            | авиация             | помощник по воздушно-стрелковой службе командира 136-го гвардейского штурмового авиационного полка 1-й гвардейской штурмовой авиационной дивизии 1-й воздушной армии 3-го Белорусского фронта | гвардии капитан                           | 04.03.1921 — 05.06.1949 | [ БС 33 ] [ ГС 119 ] [ НЛ 101 ] |

| Навигационная таблица | Навигационная таблица                 |
| --------------------- | ------------------------------------- |
| «П»                   | Павкин Иван — Пантелеев Лев           |
| «П»                   | Пантелькин Анатолий — Перелёт Алексей |
| «П»                   | Перепелица Александр — Петрушин Иван  |
| «П»                   | Петрюк Василий — Плетенской Павел     |
| «П»                   | Плетнёв Пётр — Половинкин Александр   |
| «П»                   | Половинкин Валентин — Попов Николай   |
| «П»                   | Попов Павел — Просолов Иван           |
| «П»                   | Просяник Емельян — Пятяри Иван        |